# 徐介 (明朝)
徐孝直（1626年—1698年），字孝先，改名介，又字坚石，号狷庵、狷石。浙江仁和人。
父徐灏為崇祯进士，曾官武陵（今湖南常德）知县。其母陸氏“育先生而殒”，舅舅陆圻為西泠十子。徐家長住塘栖东北的落瓜里，人称落瓜里诸生。徐灏。明亡后，徐介不求仕进，終生穿丧服，以遗民自居，“白衣冠垂五十年”。
徐孝直善饮，好哭。每年岁末夜深，边饮边哭。人皆笑其为狂生。晚年“教授童子五六人，各受小学”。晚识冯景，兩人为忘年之友。徐介本人雖不當官，他卻認為“遗民不世袭”，他曾對應撝謙說：“吾辈不能永锢其子弟以世袭遗民也，亦已明矣。然听之则可矣，又从而为之谋，则失矣。”。